# MDLIVE
MDLIVE — американский поставщик услуг телемедицины. Компания предоставляет пациентам доступ к сертифицированным врачам, в том числе педиатрам и лицензированным терапевтам. Консультации проводятся онлайн, через телефон с мобильным приложением.

## Описание
Услуги MDLIVE направлены на замену посещений неотложной медицинской помощи услугами телемедицины, которые предоставляют лицензированные врачи во всех 50 штатах. Компания предоставляет услуги в случаях, когда не нужна госпитализация, работая с такими заболеваниями, как ангина, бронхиальная астма, кожная сыпь, лихорадка и другие. В дополнение к оказанию неотложной помощи при более чем 50 обычных медицинских состояниях, MDLIVE также предлагает поведенческую медицинскую терапию. В рамках данной услуги лицензированные терапевты консультируют пациентов по таким вопросам, как семейные проблемы, поведение ребёнка и проблемы с обучением и преодоление депрессивных состояний, связанных с финансовыми трудностями или потерей близких. MDLIVE также предлагает дерматологическое лечение более 3000 состояний кожи, волос и ногтей, при котором лицензированные дерматологи ставят диагнозы и назначают планы лечения таких состояний, как акне, экзема, розацеа и псориаз. Дерматологи MDLIVE также могут выполнять «выборочные проверки» по изображениям, чтобы определить, должен ли пациент лично посещать дерматолога для лечения и обследования на предмет рака кожи.
Все медицинские консультации MDLIVE проводятся через платформу, отвечающую требованиям HIPAA. Компания предоставляет пациентам возможность общаться с врачом из дома или в пути и, при необходимости, получить электронный рецепт. Врачи могут использовать MDLIVE для сбора и обмена клиническими данными из медицинских карт пациентов, результатами лабораторных исследований, а также в режиме реального времени получать данные биометрических устройств пациентов для оценки риска, консультаций, диагностики и лечения.
В начале пандемии COVID-19 руководство компании начало работать над увеличением количества докторов и объёмов предоставления услуг.

## Руководство
MDLIVE был основан предпринимателем Бобом Смоли. Председателем совета директоров является Дэвид Скалли, бывший президент и главный исполнительный директор HJ Heinz USA. Джон Скалли, бывший генеральный директор Apple, бывший президент и генеральный директор Pepsi-Cola, является вице-председателем. В состав совета также входят Говард Керн, президент и главный операционный директор Sentara Healthcare; Рок Мемфис, управляющий директор Heritage Group; Чарльз С. Джонс, управляющий партнёр и основатель Bedford Funding; и Элис Скотт, директор по маркетингу PeopleFluent.

## Партнёрство
В декабре 2014 года аптечная сеть Walgreens объявила, что она сотрудничает с MDLIVE. Целью сотрудничества стало использование приложения для смартфонов Walgreens для оказания услуг телемедицины.
В ноябре 2014 года MDLIVE приобрела поставщика услуг онлайн терапии Breakthrough Behavioral. Это приобретение расширило спектр услуг MDLIVE по лайф-коучингу и поведенческому здоровью, а также пополнило штат профессионалами в области психического здоровья.
В 2015 году MDLIVE объявил о партнерстве со Skype для бизнеса, чтобы обеспечить безопасные видео- и голосовые консультации.
В июне 2015 года MDLIVE получила финансирование от Bedford Funding в размере 50 миллионов долларов на расширение и совершенствование своей технологической платформы. Финансовую поддержку MDLIVE также оказывают Heritage Group, Sentara, Sutter Health, Kayne Anderson Capital Advisors и венчурный фонд Social+Capital.